# Kije (Świętajno)

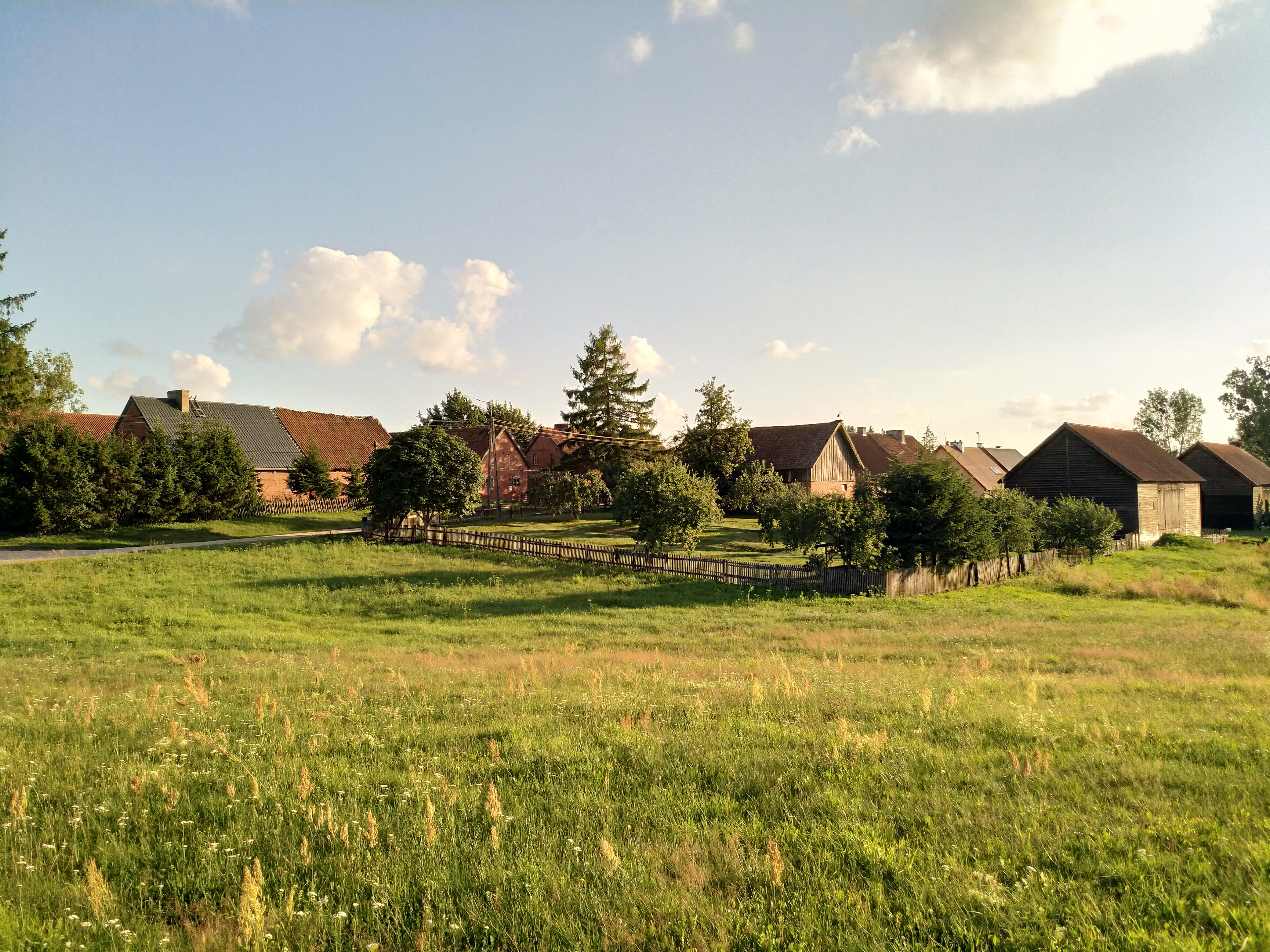
Kije (2024)

Kije (deutsch Röbel) ist ein Dorf in der polnischen Woiwodschaft Ermland-Masuren, das zur Landgemeinde Świętajno (Schwentainen) im Powiat Olecki (Kreis Oletzko, 1933 bis 1945 Kreis Treuburg) gehört.

## Geographische Lage
Kije liegt in der östlichen Mitte der Woiwodschaft Ermland-Masuren, 18 Kilometer westlich der Kreisstadt Olecko (Marggrabowa, umgangssprachlich Oletzko, 1928 bis 1945 Treuburg).

## Geschichte
Das Gutsdorf Röbel wurde 1776 erstmals erwähnt.
Am 27. Mai 1874 wurde es in den neu errichteten Amtsbezirk Wessolowen (polnisch Wesołowo, heute nicht mehr existent) eingegliedert, der zum Kreis Oletzko im Regierungsbezirk Gumbinnen der preußischen Provinz Ostpreußen gehörte. 86 Einwohner zählte der Ort im Jahre 1910.
Aufgrund der Bestimmungen des Versailler Vertrags stimmte die Bevölkerung im Abstimmungsgebiet Allenstein, zu dem Röbel gehörte, am 11. Juli 1920 über die weitere staatliche Zugehörigkeit zu Ostpreußen (und damit zu Deutschland) oder den Anschluss an Polen ab. In Röbel stimmten 74 Einwohner für den Verbleib bei Ostpreußen, auf Polen entfiel keine Stimme.
Am 30. September 1928 gab Röbel seine Eigenständigkeit auf und wurde mit Nachbargutsbezirken zur neuen Landgemeinde Polommen (polnisch Połom) vereinigt.
Das Gutshaus Röbel, das aus der zweiten Hälfte des 19. Jahrhunderts stammt, liegt auf einer Anhöhe über dem Fluss Lyck (polnisch Ełk) im Einzugsbereich des Borkener Forsts (auch Borkener Heide, polnisch Puszcza Borecka). Das Gut umfasste eine 500 Hektar große Fläche und besaß eine dampfbetriebene Brennerei. Seit Anfang des 20. Jahrhunderts war das Gut Staatseigentum.
In Kriegsfolge kam Röbel 1945 mit dem gesamten südlichen Ostpreußen zu Polen und erhielt die polnische Bezeichnung „Kije“. Heute ist der Ort Sitz eines Schulzenamtes (polnisch sołectwo) und eine Ortschaft im Verbund der Landgemeinde Świętajno (Schwentainen) im Powiat Olecki (Kreis Oletzko, 1933 bis 1945 Kreis Treuburg), vor 1998 der Woiwodschaft Suwałki, seither der Woiwodschaft Ermland-Masuren zugehörig.
Das ehemalige Gutshaus ist heute in Privatbesitz.

## Religionen
Bis 1945 war Röbel in die evangelische Kirche Schwentainen in der Kirchenprovinz Ostpreußen der Kirche der Altpreußischen Union und in die katholische Pfarrkirche Marggrabowa (1928 bis 1945 Treuburg, polnisch Olecko) im damaligen Bistum Ermland eingepfarrt.
Heute gehört Kije zur evangelischen Kirchengemeinde Wydminy (Widminnen), einer Filialgemeinde der Pfarrei Giżycko (Lötzen) in der Diözese Masuren der Evangelisch-Augsburgischen Kirche in Polen, bzw. zur katholischen Pfarrkirche Świętajno im Bistum Ełk (Lyck) der Römisch-katholischen Kirche in Polen.

## Verkehr
Kije ist über einen Landweg von der Nebenstraße zu erreichen, die bei Wronki (Wronken, 1938 bis 1945 Kleinfronicken) von der Woiwodschaftsstraße DW 655 abzweigt und nach Połom (Polommen, 1938 bis 1945 Herzogsmühle) führt.